# الموارد والنفايات في سلطنة عمان

## 1- مفهوم إدارة النفايات والمخلفات
تعرف إدارة النفايات على أنها عملية مراقبة ثم جمع ثم نقل ثم معالجة وتدوير النفايات التي تنتج غالبا من نشاطات البشر المختلفة. وتعد إدارة النفايات أمرا ضروريا للتقليل من الأثار السلبية التي قد تؤثر على الإنسان والبيئية والمظهرالعام، فهي غير مقتصرة على دولة معينة سواء كانت هذه الدولة تعتبر من الدول المتقدمة أو الدول النامية بل تشمل جميع الدول ولكن تختلف طرق الإدارة والتخلص من النفايات باختلاف الامكانيات المتوفره في كل دولة من دول العالم.[بحاجة لمصدر][بحاجة لمصدر]
تعد سلطنة عمان واحدة من أهم الدول التي تعمل جاهدة للوصول إلى أعلى المستويات للتخلص من النفايات وادارتها بالطريقة الصحيحة لتوفر بيئة سليمه لجميع القانطين في هذا البلد. حيث استطاعت الشركة العمانية القابضة لخدمات البيئة (بيئة) الوصول إلى أعلى المراتب والمستويات لادارة النفايات والتخلص منها بطريقة صحيحة مقللة الأثار السلبية على البشر والبيئة بشكل عام.

## 2- الشركة العُمانية القابضة لخدمات البيئة (بيئة)
تعتبر من أهم الشركات التي تتولى إدارة النفايات والمخلفات في سلطنة عمان، حيث تأسست في عام 2007م، ومنح المرسوم السلطاني الذي صدر في سنة 2009م برقم 2009(/46) الشركة تفويضًا ووضعًا قانونيًا بصفتها كيانًا مسؤولًا عن إدارة النفايات الصلبة في سلطنة عُمان.ان الهدف الرئيسي لهذه الشركة هو تطوير قطاع النفايات في سلطنة عمان وذلك من خلال تقديم خدمات امنة وفعالة ومبتكرة ومستدامة اقتصاديا وبيئيا لإدارة النفايات والتخلص منها بطريقة صحيحة وذلك للحفاظ على نظافة بيئة عملن وبناء مستبل مستدام يتميز بوجود بيئة ومجتمع صحي وتوفير مصادر بديلة للطاقة من خلال النفايات. حيث تتولى الشركة مواقع مختلفة لإدارة النفايات في والتي تضم 10 مرادم هندسيه و16 محطة تحويلية.

## 2.1- أنواع النفايات
في سلطنة عمان تقسم النفايات إلى عدة أنواع حسب ما قامت به الشركة العمانية القابضة (بيئه) و\لك لسهولة ادارتها والتخلص منها بطريقة صحيحه. ومن ضمن هذه الأنواع:

### 1- النفايات البلدية الصلبة
وهي «النفايات الناتجة عن الأنشطة المدنية كالمنازل والمطاعم والفنادق وغيرها والتي تحتوي على عناصر متماثلة في الطبيعة والتكوين».

### 2- النفايات الصناعية
يقصد بها النفايات الناتجة عن العمليات الصناعية.وتعد من النفايات الخطرة ومن أمثلتها النفايات المتولدة من أنشطة التعدين والغاز والنفط والكهربا والمياه.

### 3- النفايات الخطرة
هي النفايات التي تنتج عن الأنشطة الزراعية أو التجارية أو الصناعية.وقد سميت بالنفايات الخطرة لانها تضر بصحة الإنسان أو النبات أو الحيوان أو الهواء أو المياه أو التربة أو أي مكون أخر.

### 4-النفايات الصحية
هي النفايات التي تنتجها منشآت الرعاية الصحية مثل المستشفيات والمستوصفات وعيادات الأسنان وبنوك الدم والمباني البيطرية أو منشآت البحوث الطبية والمختبرات.

### 5-معدات النفايات الكهربائية والإلكترونية
هي المعدات الكهربائية والإلكترونية التي انتهى عمرها الافتراضي.

### 6- النفايات الحيوانية
وتشمل الأعلاف غير المستخدمة بمواد التغذية وروث الحيوانات ومخلفات المسالخ سواء كانت صلبة أو سائلة أو شبه صلبة والحيوانات الميتة.

### 7-النفايات كبيرة الحجم
تعتبر من النفايات الصلبة مثل الأثاث والفرش والأجهزة كالثلاجات والمكيفات وغيرها. فهذا النوع من النفايات يتطلب معاملة وإدارة خاصة وذلك لكبر حجمها أو وزنها أو شكلها، حيث لا يمكن وضعها في الحاوية الصغيرة فهي تتطلب معاملة وإدارة خاصة.

#### 8-النفايات التجارية ومخلفات الأعمال
تعتبر من النفايات غير الخطرة وهي نفايات صلبة ناتجة عن العقارات المدارة بغرض التجارة أو الأعمال أو الرياضة أو السياحة أو السفر أو الترفيه أو التسلية.

### 9- نفايات البناء والهدم
هي من المخلفات الصلبة الناتجة عن تغيير أي هيكل مادي، مثل المنازل أو المباني أو المنشآت الصناعية أو التجارية أو الجسور أو الطرق سواء كان يإنشائها أو هدمها أو إعادة تأهيلها أو التخلص منها.

### 10- الإطارات منتهية الصلاحية
مثل اطارات السيارات والدراجات فهي اطارات مستعملة فلا تُستخدم ولم يعاد اصلاحها.

### 11- المركبات المنتهية الصلاحية
مثل محركات السيارات التي انتهى عمرها الافتراضي وصارت جزءًا من مصادر النفاياتز فبالتالي يمكن ادارتها واعادة تدويرها للحصول على أجهزة صناعية مفيدة.

### 12- بطاريات حمض الرصاص
هي نوع من أنواع البطاريات التي تستخدم فيها اللوحات المصنوعة من الرصاص النقي وأكسيد الرصاص لصنع الأقطاب الكهربائية وحمض الكبريتيك وذلك لتوليد التيار الكهربائي.

### 13- النفايات الخضراء
تشمل الخشب القابل للتحلل والمواد النباتية مثل الحشائش واوراق الاشجار وبقايا المحاصيل وغيرها.

## 3- طرق إدارة النفايات في سلطنة عمان
قبل تولي شركة بيئة إدارة النفايات في سلطنة عمان كانت تستخدم الطرق التقليدية لجمع المخلفات والتخلص منها. حيث يتم جمع النفايات بجميع أنواعها الثلاثة وهي المخلفات البلدية ومخلفات الرعاية الصحية والمخلفات الخطيرة ثم يتم رميها ودفنها في حفر مفتوحة ثم يتم حرقها. وبهذه الطريقة التقليدية أدى إلى خلق بيئة غير صحية نتيجة تلوث المياه والتربة والهواء. حيث يبلغ عدد المطامر التقليدية حوالي 300 مكب متوزعة في مناطق مختلفة في السلطنة.
عند تولي شركة بيئة إدارة النفايات أدركت هذه المشكلة الكبيرة فقامت بأولى خطواتها وهي غلق جميع المطامر الموجودة في السلطنة وتشغيل أقرب مردم هندسي أو محطة تحويلية لإدارة والتخلص من النفايات بطريقة صحيحه وأمنه.

### المحطات التحويلية:
هي عبارة عن مرافق مركزة يتم فيها جمع النفايات من مختلف أنحاء السلطنة وفرزها ونقلها إلى مواقع التخلص النهائي وهي المرادم الهندسية. تحتوي محطات النقل على منصات لوزن المركبة وحمولتها ورافعات للسحب والجر لتسهيل عمليات جمع النفايات.

### المرادم الهندسية:
هي عبارة عن حفرة أو خلية هندسيه يتم فيها استقبال النفايات الصلبة حيث يتم وضعها على شكل طبقات وضغطها بمعدات الضغط ثم يتم وضع طبقة من التراب لتغطيتها لتقليل التلوث البيئي والصحيز يوجد في الطبقة السفلية طبقة بلاستيكية أو طينية متماسكة وذلك لمنع النفايات من التسرب إلى باطن الأرض وبالتالي تلوث المياه الجوفية، كذلك يوجد بها معدات لمراقبة المياه الجوفية واستخراج الغاز.
بالإضافة إلى ذلك عملت شركة بيئة على تقسيم النفايات حسب أنواعها المختلفة وما يناسبها من إدارة مختلفة لكل نوع من أنواع المخلفات كما يلي:

### 1- النفايات البلدية الصلبة:
في حلول نهاية عام 2020 م تمكنت شركة بيئة من إدارة النفايات الصلبة بنسبة 100% لتشمل جميع سكان السلطنة. فيتم توفير حاويات القمامة ثم جمع النفايات ونقلها والتخلص منها.
يوضح الجدول التالي بعض البيانات المهمة عن إدارة النفايات في سلطنة عمان من قبل شركة بيئة لعام 2020 م.
| اجمالي النفايات البلدية الصلبة | 2.59 مليون طن |
| المرادم الهندسية               | 10            |
| المحطات التحويلية              | 16            |
| اجمالي توزيع الحاويات          | 171.868       |
| اجمالي القوى العاملة           | 3.340         |
| اجمالي شاحنات التجميع          | 1063          |

#### 2- نفايات الرعاية الصحية:
تعتبر من النفايات الخطرة وذلك بسبب احتمال أن تحتوي هذه النفايات على مكونات معدية أو حادة أو سامة أو مشعة وسامة جينيا. حيث يبلغ إنتاج السلطنة سنويا من هذا النوع من النفايات ما يقارب 4500 طن وتحتل محافظة مسقط أكبر كمية من هذه النفايات.
قامت شركة بيئة بادارة هذا النوع من النفايات عن طريق إنشاء أحدث المرافق النفايات بيما يتناسب مع احدث المعايير الدولية وذلك عن طريق تقنية الحرق وتقنية الاوتوكلاف autoclave . تعتبر طريقة الاوتوكلاف من الطرق الصديقة للبيئة حيث يتم تفتيت النفايات وتعقيمها للقضاء على الامراض ومسبباتها ثم يتم نقلها إلى المرادم الهندسية.

### 3- النفايات الصناعية:
هي التي تنشأ عن طريق العمليات الصناعية وتشمل أنشطة النفط والغاز وانتاج المياه والطاقة وعمليات التصنيع. ممكن أن يكون هذا النوع من النفايات خطير أو غير خطيرعلى حسب طبيعتها.
قامت شركة (بيئه) بانشاء مرفق متكامل لمعالجة هذا النوع من النفايات والذي يوجد في ولاية صحار وذلك لنقلها والتخلص منها بطريقة أمنه وفقا للمعايير البيئية، حيث لا زال المشروع في مرحلته الأولى والذي يشمل مردم للنفايات الصناعية ومرافق للتخزين واستقبال النفايات ومرفق للتحويل للمواد الصلبة ومختبر.
كذلك يوجد مردم في منطقة الدقم الصناعية لمعالجة النفايات الصلبة والصناعية بالإضافة إلى وجود مردم في محافظة ظفار لمعالجة وإدارة النفايات الصناعية.
علاوة على ذلك خصصت شركة بيئة حوالي 21 موقعا لادارة النفايات الناتجة عن البناء والهدم في جميع محافظات السلطنة.

## 4- إدارة مياه الصرف الصحي في سلطنة عمان
معنى مياه الصرف هو أي مياه تأثرت سلباً في الجودة من خلال التأثير البشري. لذا فإن أي تغيير في الماء مثل اللون والرائحة والطعم هو مياه الصرف.ومع ذلك، يزداد عدد السكان يومًا بعد يوم، ومن ناحية أخرى، تزداد جودة مياه الصرف يومًا بعد يوم. لذلك تعتبر محطة معالجة مياه الصرف الصحي مهمة جدًا لخلق مياه مناسبة للإنسان والحيوان والنبات. وكذلك لحماية البيئة يجب معالجة مياه الصرف. معالجة مياه الصرف هي عملية لتحقيق تحسين في جودة مياه الصرف الصحي.
مصادر المياه النقية في عمان محدودة للغاية ويزداد عدد السكان كل يوم. لذلك، يجب معالجة مياه الصرف الصحي. ومع ذلك، هناك بعض المحطات لمعالجة مياه الصرف الصحي في عمان. مثل محطة حيا وهي المحطة الشهيرة لمياه الصرف الصحي في عمان. تغطي محطة حيا للمياه مساحة 3900 كيلومتر مربع في مياه الصرف الصحي بمسقط. تأسس في عام 2002. كما أن مشروع هيا لمياه الصرف الصحي هو أحد أكبر المشاريع في سلطنة عمان. كما تتكون من بناء وتشغيل شبكات الصرف الصحي ومحطات الضخ ومحطات معالجة مياه الصرف الصحي. كذلك توجد محطة في الأنصب لشركة حيا، حيث بدأت هذه المحطة بتشغيل 12 محطة صغيرة لمعالجة المياه منتشرة في مسقط. في عام 2003، استخدمت شبكة أنابيب يبلغ طولها حوالي 226 كيلومترًا مع 10.000 مشترك. علاوة على ذلك، في عام 2010 استخدمت حوالي 1300 كيلومتر من شبكة الأنابيب مع 27.800 مشترك. علاوة على ذلك، فإن الغرض من معالجة المياه العادمة هو استخدامها لأغراض الري. حيث أنه حوالي 50000 م 3 / يوميا من مياه الصرف الصحي التي يتم معالجتها لري الحدائق العامة والمنتزهات وري النباتات والأشجار على طريق السلطان قابوس.

## 5- طرق معالجة مياه الصرف الصحي في حيا
يوجد نظامان يستخدمان في محطة معالجة مياه الصرف الصحي في حيا وهما الحمأة المنشطة التقليدية والمفاعل الحيوي الغشائي (MBR).
الحمأة المنشطة التقليدية:
تشير الحمأة المنشطة إلى كتلة الكائنات الحية الدقيقة المزروعة في عملية المعالجة لتحطيم المادة العضوية إلى CO2 و H2O ومركبات غير عضوية أخرى. أنظمة الحمأة المنشطة التقليدية تتكون من خزان تهوية ومصفاة ثانوية.
في محطة معالجة مياه الصرف الصحي في حيا، يستخدم نظام الحمأة المنشطة التقليدية في الأنصب. وتتم عملية هذا النوع من معالجة مياه الصرف الصحي على النحو التالي:

### 5.1- المرحلة الأساسية
يتم ازالة الجسيمات الصلبة أو المواد الصلبة كبيرة الحجم العالقة من السائل.

### 5.1.1- خزان التهوية
في خزان التهوية، يتم تقليل الكتلة الحيوية الهوائية من الطلب على الأكسجين الحيوي الكيميائي (BOD) وتركيز الأمونيا. أيضًا، تعتمد التهوية في عملية الحمأة المنشطة على ضخ الهواء في الخزان، مما يعزز نمو الميكروبات في مياه الصرف الصحي.

### 5.2- المرحلة الثانوية
بعد خزان التهوية، يذهب تدفق الكتلة الحيوية إلى جهاز التصفية الثانوي. في هذه المرحلة، يتم فصل الكتلة الحيوية إلى الماء الموضح والكتلة الحيوية السميكة عن طريق استخدام ترسيب الجاذبية. علاوة على ذلك، يجب إعادة تدوير الكتلة الحيوية السميكة بالذهاب إلى خزان التهوية، والماء المصفى يتدفق إلى الجزء العلوي.

### 5.2.1- مرشح الرمل
توجد ثلاث طبقات من الفلتر الرملي في حيا كالتالي:
• تتكون الطبقة الأولى من الرمل الناعم.
• الطبقة الثانية تتكون من حبيبات متوسطة من الحصى.
• الطبقة الثالثة تتكون من جزيئات كبيرة من الحصى.

### 5.2.2- خزان الصرف
تذهب المياه التي تتم معالجتها إلى خزانات الصرف ويمكن استخدام هذه المياه لأغراض مختلفة مثل الري.

### 5.3- مفاعل حيوي ذو غشاء (MBR)
تُستخدم المفاعلات الحيوية الغشائية لمعالجة مياه الصرف الصحي وهي مزيج من عملية غشائية مثل الترشيح الدقيق أو الترشيح الفائق مع مفاعل حيوي للنمو معلق. كما أنه فعال لمعالجة مياه الصرف الصحي .
يستخدم MBR في الأنصب الجديد في معالجة مياه الصرف الصحي في حيا. علاوة على ذلك، يتم استخدامه لمعالجة مياه الصرف الصحي المنزلية.[بحاجة لمصدر]
هناك نوعان من استخدامات MBR في حيا وهما الألياف المجوفة والصفيحة المسطحة.

### • عملية معالجة مياه الصرف باستخدام MBR:
يأتي التدفق من الشبكة الموصلة من البيوت والمصانع وغيرها إلى المحطة وكذلك من تحميع الناقلاتبنسبة تبلغ حوالي ح 20000 م3 يوميا . هناك ثلاث عمليات رئيسية لـ MBR في محطة مياه الصرف الصحي في حيا وهي المعالجة الأولية والمعالجة الثانوية والمعالجة الثالثة.

### العلاج الأولي:
إنها عملية فيزيائية يتم فيها فصل المواد الصلبة العالقة من مياه الصرف الصحي.
* التهوية المسبقة:
تزيل المعالجة المسبقة جميع المواد التي يمكن جمعها بسهولة من مياه الصرف الصحي الخام قبل أن تتلف أو تسد المضخات وخطوط الصرف الصحي لوحدات تنقية المعالجة الأولية. بالإضافة إلى ذلك، فإن الأشياء التي يتم إزالتها بشكل شائع أثناء المعالجة المسبقة تشمل القمامة وأطراف الأشجار والأوراق والفروع والأشياء الكبيرة الأخرى.
* الفحص:
في هذه المرحلة يتم إزالة الأشياء التي يزيد طولها عن 3 مم وتمنع الشيء من الانتقال إلى الخطوة الثانية من العلاج أكثر من 3 مم. يوجد في هذه المرحلة غشا مرشح ومن المهم جدًا حماية الغشاء من التلف الميكانيكي من الجسيمات الحادة أو الكاشطة ومن الانسداد.
* غرفة الحصى:
الغرض من غرفة الحبيبات هو إزالة الجسيمات غير العضوية مثل: الرمل والطمي والحصى الصغير وقشر البيض والزيت والمواد الصغيرة الأخرى. لذلك، تعتبر غرفة الحبيبات مهمة جدًا لحماية المضخات من أي ضرر يمكن أن يحدث ولمنع تراكمها في هضم الحمأة. أيضا، في حيا يتم استخدام التهوية المنتشرة.

### العلاج الثانوي:
في هذه العملية، استخدم الكائنات الحية الدقيقة لإزالة الملوثات بيولوجيًا من مياه الصرف الصحي. هذه المرحلة تعتمد على البكتيريا. كما يجب أن توفر البكتيريا بيئة مناسبة للحياة والنمو. أيضًا، يجب أن تكون قيمة PH متوازنة ويجب أن تكون قيمة الأكسجين 0.5 إلى 1.5. في معالجة مياه الصرف الصحي في حيا، استخدم خزان الأكسجين وخزان التهوية وفلترة MBR في المعالجة الثانوية.
*خزان (نقص الأكسجين) Anoxic:
تُستخدم عمليات نقص الأكسجين عادةً لإزالة النيتروجين من مياه الصرف. تُعرف عملية إزالة النيتروجين البيولوجية باسم نزع النتروجين. تتطلب عملية نزع النتروجين تحويل النيتروجين أولاً إلى نترات. أيضًا، تعيش البكتيريا بدون أكسجين حيث تعمل على إزالة النيتروجين.
*خزان التهوية:
في هذه المرحلة يتم تزويد البكتيريا بالأكسجين. أيضًا، تحتاج البكتيريا إلى الأكسجين لتفكيك المواد العضوية في مياه الصرف الصحي.
* ترشيح MBR:
تُستخدم الأغشية لأداء وظيفة الفصل بين السائل والصلب الحرجة. كما تتميز أنظمة MBR بالجودة العالية للمياه المعالجة. في محطة معالجة مياه الصرف الصحي في حيا، يتم استخدام نوعين من الأغشية وهما الألياف المجوفة والألواح المسطحة. يجب أن يكون حجم مسام الغشاء أقل من 0.4 ميكرومتر. أيضًا، يعتبر ترشيح MBRs مهمًا لإزالة البكتيريا والمواد الصلبة.

### المرحلة النهائية:
إنها عملية التنظيف النهائية. حيث يتم تتحسن جودة المياه العادمة قبل إعادة استخدامها وتصريفها في البيئة.
* التطهير:
الغرض من التطهير في معالجة مياه الصرف هو تقليل عدد الكائنات الحية الدقيقة في المياه بشكل كبير ليتم تصريفها مرة أخرى في البيئة لاستخدامها لاحقًا في الشرب والاستحمام والري وما إلى ذلك. تعتمد فعالية التطهير على جودة المياه التي تتم معالجتها (على سبيل المثال، التعكر، ودرجة الحموضة، وما إلى ذلك)، ونوع التطهير المستخدم، وجرعة المطهر (التركيز والوقت)، والمتغيرات البيئية الأخرى.
في حيا يتم إضافة بعض المواد الكيميائية قبل وبعد الخزان، مثل إضافة الكلور والصوديوم. يستخدم الكلور لإزالة الكائنات الحية الدقيقة في مياه الصرف الصحي المعالجة مثل البكتيريا والفيروسات والطفيليات التي تؤثر على حياة الإنسان والمائية. تتراوح قيمة إضافة الكلور في مياه الصرف الصحي في حيا بين 0.3 جزء في المليون و 3 جزء في المليون.

## الخاتمة
ان إدارة النفايات والتخلص منها بطريقة صحيحه أرا ضروريا ومهما وذلك لتوفير بيئة صحيه وأمنه لنا وللأجيال القادمة .فبالتالي يقل التلوث ونحافظ على الطاقة بتوفير الوقود الاحفوري عن طريق إعادة التدوير. ك\لك إدارة مياه الصرف الصحي يعتبر أمرا ضروريا لتوفير مياه صالحة للاستخدام مره أخرى للنباتات أو أي غرض أخر سواء كان للتغسيل أو صنع أسمدة عضوية.